# Montagnes San Andres
Les montagnes San Andres (San Andres Mountains) constituent une cordillère située dans le Sud-Ouest de l'État américain du Nouveau-Mexique, dans les comtés de Socorro, Sierra et Doña Ana. Cette chaîne s'étend sur environ 120 km du nord au sud, mais sa largeur est d'à peu près 19 km seulement à l'endroit le plus large. Le plus haut pic est le pic Salinas (en) qui culmine à 2 733 m d'altitude.

## Géographie

### Situation
Bien que presque contigües aux montagnes Organ (en) au sud, les deux sont très distinctes sur le plan géologique et botanique. Au nord, les montagnes Oscura (Oscura Mountains) sont séparées des montagnes San Andres par le Mockingbird Gap et les Petites montagnes Burro (Little Burro Mountains) beaucoup plus basses.
Les montagnes San Andres sont relativement sèches et peu propices à la présence de vastes régions boisées. Le public n'y a généralement pas accès, car elles se situent presque entièrement dans les emprises du centre de lancement de White Sands, une zone militaire de tests balistiques.

### Principaux sommets
| Nom                    | Altitude (en mètres) | Coordonnées                   |
| ---------------------- | -------------------- | ----------------------------- |
| Pic Salinas            | 2733                 | 33° 17′ 55″ N, 106° 31′ 53″ O |
| Pic San Andres         | 2510                 | 32° 40′ 34″ N, 106° 32′ 13″ O |
| Chalk Hills High Point | 2435                 | 33° 10′ 47″ N, 106° 43′ 21″ O |
| Pic Sans Nom           | 2331                 | 32° 54′ 16″ N, 106° 34′ 49″ O |
| Pic Gardner            | 2296                 | 32° 49′ 27″ N, 106° 33′ 45″ O |
| Black Brushy Mountain  | 2292                 | 32° 35′ 51″ N, 106° 31′ 08″ O |
| Pic Capitol            | 2163                 | 33° 24′ 24″ N, 106° 25′ 30″ O |

### Géologie

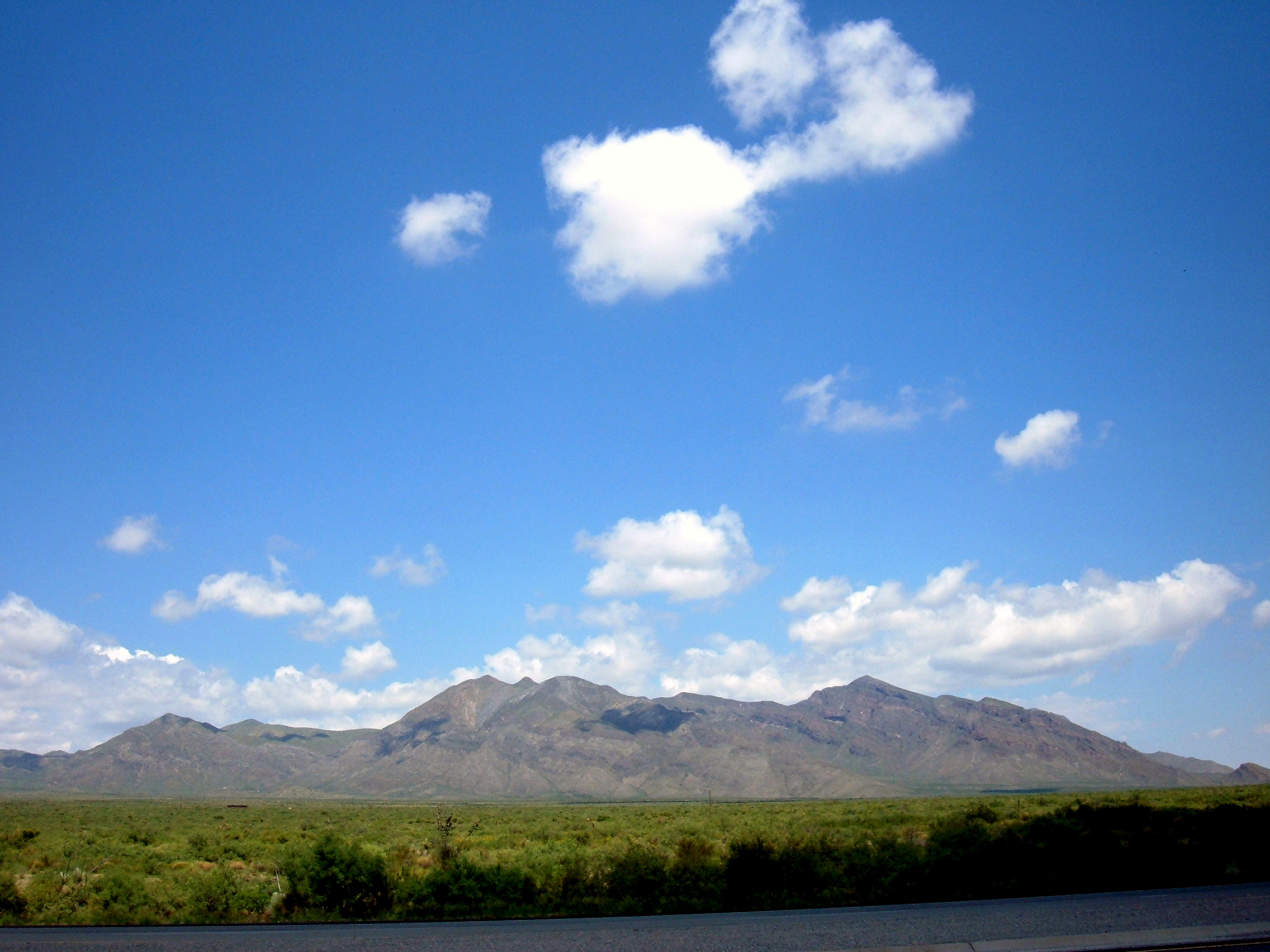
Le massif vu depuis l'est

Les montagnes San Andres se situent sur le côté est du graben du Rio Grande et sont composées de blocs faillés avec un pendage ouest, faits principalement de calcaire, mais aussi d'importantes affleurements de grès rougeâtre sur le côté ouest, et de quartz monzonite (en) à l'est. Des dépôts de gypse provenant de ces montagnes forment l'essentiel des dunes du Monument National de White Sands.

### Faune et flore

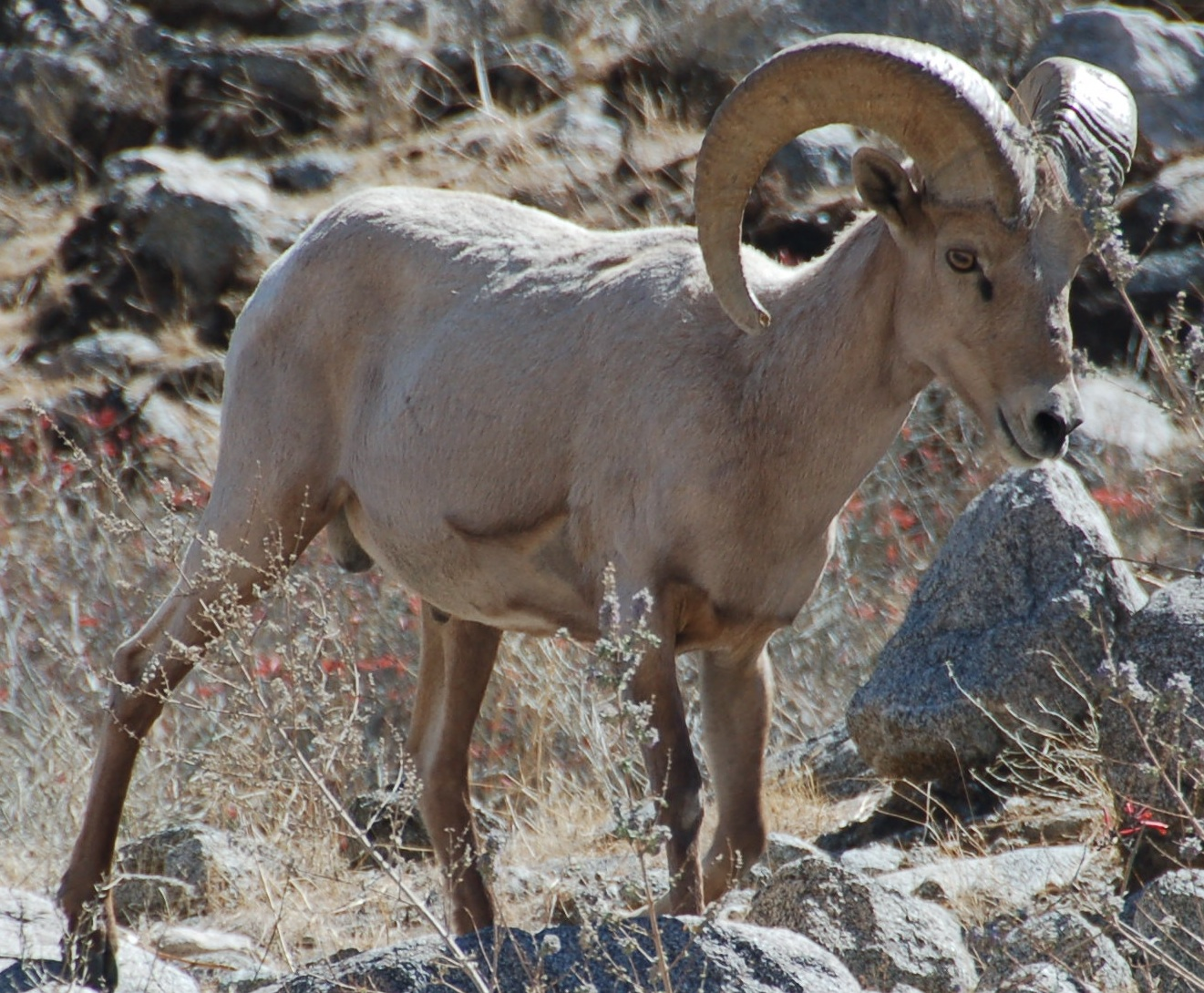
Un mouflon

Le plus grand et le meilleur habitat pour le mouflon du désert (en) au Nouveau-Mexique se trouve dans les montagnes San Andres, qui contiennent jusqu'à 400 mouflons.
Une zone de 231,54 km2 située au sud de la chaîne fut désignée pour former le refuge faunique national San Andres, créé afin de préserver les mouflons du désert qui, à cette époque, n'étaient plus qu'au nombre de 33. Au milieu des années 1970, la réserve comptait 200 mouflons ; cependant, en 1979, une épizootie de gale réduisit la population de 200 à 75 têtes.
Les années qui suivirent virent de nouveaux déclins dus à la gale et à d'autres causes et, en 1997, il ne restait plus qu'une seule brebis. Le mouflon du désert fut réintroduit en 2002 et, aujourd'hui, le troupeau est composé d'environ 80 bêtes.